# 李振潜
李振潜（1937年3月—），男，天津人，中华人民共和国政治人物。

## 生平
1955年8月，加入中国共产党。1955年至1956年，在北京俄语学院留苏预备部学习。1956年至1961年，在苏联莫斯科地质勘探学院探矿工程系学习。1961年至1963年，任冶金工业部矿山研究院技术员。1963年至1966年，任冶金部地质研究所技术员。1966年至1970年，任冶金部地质研究所研究室副主任。1970年至1978年，任桂林冶金地质研究所勘探技术室主任。1978年至1985年，任桂林冶金地质研究所副所长、代所长，中国有色金属工业总公司矿产地质研究院院长。1985年至1986年，任广西壮族自治区科委主任、中共广西壮族自治区委常委。1986年8月至1989年3月，任中共广西壮族自治区委副书记。1989年3月至1995年12月，任中共广西壮族自治区委常委、广西壮族自治区人民政府副主席。1995年12月至1998年1月，任广西壮族自治区人民政府副主席。1998年1月至2003年1月，任广西壮族自治区人民代表大会常务委员会副主任。此外担任中共第十三届中央候补委员、十三届九中全会递补委员，但在随后召开的中共十四大上并未继续当选中央委员或候补委员，造成他的中央委员任期仅有3天，是中共历史上任期最短的中央委员之一。